# Olly Murs (album)
Olly Murs – debiutancki album angielskiego wokalisty Olly’ego Mursa, wydany w listopadzie 2010 roku przez wytwórnie płytowe Epic Records oraz Syco Music. Album zawiera 12 premierowych utworów wokalisty. Krążek uzyskał status podwójnej platynowej płyty w Wielkiej Brytanii. Pierwszym singlem z płyty został utwór "Please Don't Let Me Go", który zajął 1. miejsce na prestiżowej liście przebojów UK Singles Chart.
Autorami tekstów piosenek są znani wokaliści oraz kompozytorzy, m.in. Samuel Preston, James Morrison, Paul Williams, Wayne Hector, Julian Velard, Ed Sheeran, Claude Kelly, czy też sam Olly Murs. Produkcją natomiast zajęli się m.in. Martin Brammer, Adam Argyle czy Trevor Horn.

## Lista utworów
| #   | Tytuł | Czas |
| --- | --- | ---- |
| 1.  | "Change Is Gonna Come" Autor: Olly Murs, Matt Prime, Blair MacKichan. Producent: Matt Prime.                                             | 3:46 |
| 2.  | "Please Don't Let Me Go" Autor: Olly Murs, Claude Kelly, Steve Robson. Producent: Future Cut, Steve Robson.                              | 3:24 |
| 3.  | "Thinking of Me" Autor: Olly Murs, Steve Robson, Wayne Hector. Producent: Future Cut, Steve Robson.                                      | 3:25 |
| 4.  | "Busy" Autor: Olly Murs, Adam Argyle, Martin Brammer. Producent: Adam Argyle, Martin Brammer.                                            | 2:58 |
| 5.  | "I Blame Hollywood" Autor: Olly Murs, Adam Argyle, Martin Brammer. Producent: Adam Argyle, Martin Brammer.                               | 3:08 |
| 6.  | "Ask Me to Stay" Autor: Olly Murs, Chris Braide, Chris Difford. Producent: Andy Green, Steve Fitzmaurice.                                | 3:33 |
| 7.  | "Heart on My Sleeve" Autor: James Morrison, John Shanks. Producent: John Shanks.                                                         | 3:27 |
| 8.  | "Hold On" Autor: Olly Murs, Julian Velard, Jerry Abbott, Grant Black, Paul Williams. Producent: Jerry Abbott, Grant Black.               | 3:03 |
| 9.  | "Accidental" Autor: Olly Murs, Paddy Byrne. Producent: Paddy Byrne.                                                                      | 3:21 |
| 10. | "Love Shine Down" Autor: Olly Murs, Ed Sheeran, Jason Pebworth, George Astasio, Jonathan Shave, Dan Smith. Producent: The Invisible Men. | 4:05 |
| 11. | "Don't Say Goodbye" Autor: Olly Murs, Samuel Preston, Mark Taylor. Producent: Mark Taylor.                                               | 3:35 |
| 12. | "A Million More Years" Autor: Matt Schwartz, Lol Creme. Producent: Trevor Horn.                                                          | 3:36 |

## Notowania i certyfikaty
| Lista (2010)          | Najwyższa pozycja |
| --------------------- | ----------------- |
| Irish Albums Chart    | 11                |
| Scottish Albums Chart | 3                 |
| UK Albums Chart       | 2                 |

| Lista (2011)    | Najwyższa pozycja |
| --------------- | ----------------- |
| UK Albums Chart | 40                |

| Lista (2010)    | Pozycja |
| --------------- | ------- |
| UK Albums Chart | 20      |

| Kraj                  | Certyfikat |
| --------------------- | ---------- |
| Wielka Brytania (BPI) | 2× Platyna |
| Irlandia (IRMA)       | Złoto      |